# 나가노 올림픽 스타디움
나가노 올림픽 스타디움(일본어: 長野オリンピックスタジアム, Nagano Olympic Stadium)는 일본 나가노현 나가노시에 있는 야구장이다. 1998년 동계 올림픽의 개회식과 폐회식이 열린 곳이며 2000년 야구장으로 개조되었다.